# Troisième circonscription du Calvados
La troisième circonscription du Calvados est représentée dans la XVIe législature par Jérémie Patrier-Leitus, député Horizons.

## Description géographique et démographique

### De 1958 à 1986
La troisième circonscription du Calvados était composée de :
- Canton de Blangy-le-Château
- Canton de Cambremer
- Canton de Dozulé
- Canton de Honfleur
- Canton de Lisieux-1
- Canton de Pont-l'Évêque
- Canton de Troarn
- Canton de Trouville-sur-Mer

### De 1988 à 2010
La Troisième circonscription du Calvados était composée de :
- Canton de Bretteville-sur-Laize
- Canton de Falaise-Nord
- Canton de Falaise-Sud
- Canton de Lisieux-2
- Canton de Lisieux-3
- Canton de Livarot
- Canton de Mézidon-Canon
- Canton de Morteaux-Coulibœuf
- Canton d'Orbec
- Canton de Saint-Pierre-sur-Dives
- Ainsi que la partie de la commune de Lisieux comprise dans le canton de Lisieux-1

Avant le redécoupage des circonscriptions de 2010, le canton de Cambremer faisait partie de la quatrième circonscription.

### Depuis 2010
Située au sud-est du département, la troisième circonscription du Calvados est une circonscription rurale, centrée autour des villes de Falaise et Lisieux. Elle regroupe les cantons suivant :
- Canton de Bretteville-sur-Laize
- Canton de Cambremer
- Canton de Falaise-Nord
- Canton de Falaise-Sud
- Canton de Lisieux-2
- Canton de Lisieux-3
- Canton de Livarot
- Canton de Mézidon-Canon
- Canton de Morteaux-Coulibœuf
- Canton d'Orbec
- Canton de Saint-Pierre-sur-Dives

## Description historique et politique
La troisième circonscription du Calvados est une circonscription relativement ouverte, qui vote comme la nation. Elle a toujours pratiqué l'alternance depuis le redécoupage de 1988, octroyant des marges raisonnables, aux alentours de 55 % en moyenne, au camp ayant remporté l'élection au niveau national. Cette tendance à suivre les courants nationaux est brisée en 2017 lorsque Sébastien Leclerc, maire LR de Livarot-Pays-d'Auge, est élu de peu face à la candidate de la majorité présidentielle LREM-MoDem, largement victorieuse nationalement. En 2022, le secteur retourne à la tendance nationale en élisant le candidat Horizons, Jérémie Patrier-Leitus.

## Historique des députations
| Législature | Début de mandat  | Fin de mandat   | Député                                | Parti politique   | Observations |
| ----------- | ---------------- | --------------- | ------------------------------------- | ----------------- | --- |
| Ire         | 9 décembre 1958  | 9 octobre 1962  | Edmond Duchesne                       | CNIP              | Mandat écourté à la suite d'une dissolution parlementaire décidée par Charles de Gaulle.                                                                                        |
| IIe         | 6 décembre 1962  | 22 février 1966 | Edmond Duchesne                       | RI                | À la suite de son décès, Edmond Duchesne est remplacé par André Plantain. |
| IIe         | 23 février 1966  | 2 avril 1967    | André Plantain                        | UDR               | À la suite de son décès, Edmond Duchesne est remplacé par André Plantain. |
| IIIe        | 3 avril 1967     | 30 mai 1968     | Michel d'Ornano                       | RI                | Mandat écourté à la suite d'une dissolution parlementaire décidée par Charles de Gaulle.                                                                                        |
| IVe         | 11 juillet 1968  | 1er avril 1973  | Michel d'Ornano                       | RI                | |
| Ve          | 2 avril 1973     | 30 juin 1974    | Michel d'Ornano                       | RI                | À la suite de sa nomination au gouvernement, il est remplacé par Jacques Richomme.                                                                                              |
| Ve          | 1er juillet 1974 | 2 avril 1978    | Jacques Richomme                      | RI                | À la suite de sa nomination au gouvernement, il est remplacé par Jacques Richomme.                                                                                              |
| VIe         | 3 avril 1978     | 7 mai 1978      | Michel d'Ornano                       | UDF               | À la suite de sa nomination au gouvernement, il est remplacé par Jacques Richomme. Mandat écourté à la suite d'une dissolution parlementaire décidée par François Mitterrand.   |
| VIe         | 8 mai 1978       | 22 mai 1981     | Jacques Richomme                      | UDF               | À la suite de sa nomination au gouvernement, il est remplacé par Jacques Richomme. Mandat écourté à la suite d'une dissolution parlementaire décidée par François Mitterrand.   |
| VIIe        | 2 juillet 1981   | 1er avril 1986  | Michel d'Ornano                       | UDF               | Président du Conseil général du Calvados |
| VIIIe       | 2 avril 1986     | 14 mai 1988     | Yvette Roudy                          | PS                | Maire de Lisieux Proportionnelle par département, pas de député par circonscription. Mandat écourté à la suite d'une dissolution parlementaire décidée par François Mitterrand. |
| IXe         | 23 juin 1988     | 1er avril 1993  | Yvette Roudy                          | PS                | Maire de Lisieux |
| Xe          | 2 avril 1993     | 21 avril 1997   | André Fanton                          | RPR               | Conseiller général du Canton de Lisieux-3 Mandat écourté à la suite d'une dissolution parlementaire décidée par Jacques Chirac.                                                 |
| XIe         | 12 juin 1997     | 18 juin 2002    | Yvette Roudy                          | PS                | Maire de Lisieux |
| XIIe        | 19 juin 2002     | 19 juin 2007    | Claude Leteurtre                      | UDF               | Maire de Falaise (jusqu'en 2005) Conseiller général du Canton de Falaise-Sud (jusqu'en 2004 et à partir de 2005)                                                                |
| XIIIe       | 20 juin 2007     | 19 juin 2012    | Claude Leteurtre                      | NC                | |
| XIVe        | 20 juin 2012     | 17 juillet 2015 | Clotilde Valter                       | PS                | |
| XIVe        | 18 juillet 2015  | 20 juin 2017    | Guy Bailliart                         | PS                | |
| XVe         | 21 juin 2017     | 21 juin 2022    | Sébastien Leclerc puis Nathalie Porte | LR                | Maire de Livarot-Pays-d'Auge, démissionne à la suite de son élection comme maire de Lisieux, remplacé par sa suppléante Nathalie Porte                                          |
| XVIe        | 22 juin 2022     | 9 juin 2024     | Jérémie Patrier-Leitus                | Horizons-Ensemble | Mandat écourté à la suite d'une dissolution parlementaire décidée par Emmanuel Macron.                                                                                          |

## Historique des élections

### Élections de 1958
| Candidat       | Candidat            | Parti          | Premier tour | Premier tour | Second tour | Second tour |  |
| Candidat       | Candidat            | Parti          | Voix         | %            | Voix        | %           |  |
| -------------- | ------------------- | -------------- | ------------ | ------------ | ----------- | ----------- |  |
|                | Edmond Duchesne élu | app. CNIP      | 13 623       | 32,54        | 19 337      | 46,98       |  |
|                | André Lenormand     | PCF            | 9 317        | 22,25        | 11 211      | 27,24       |  |
|                | Camille Liegeard    | CNIP           | 7 053        | 16,85        | Retrait     | Retrait     |  |
|                | Georges Lepeltier   | CR             | 6 369        | 15,21        | 10 611      | 25,78       |  |
|                | Gilles Dudouit      | UNR            | 5 504        | 13,15        | Retrait     | Retrait     |  |
|                |                     |                |              |              |             |             |  |
| Inscrits       | Inscrits            | Inscrits       | 54 994       | 100,00       | 54 990      | 100,00      |  |
| Abstentions    | Abstentions         | Abstentions    | 11 989       | 21,8         | 13 115      | 23,85       |  |
| Votants        | Votants             | Votants        | 43 005       | 78,2         | 41 875      | 76,15       |  |
| Blancs et nuls | Blancs et nuls      | Blancs et nuls | 1 139        | 2,65         | 716         | 1,71        |  |
| Exprimés       | Exprimés            | Exprimés       | 41 866       | 97,35        | 41 159      | 98,29       |  |

Charles Lainé, notaire, maire de Touques était le suppléant d'Edmond Duchesne.

### Élections de 1962
| Candidat       | Candidat                      | Parti          | Premier tour | Premier tour | Second tour | Second tour |  |
| Candidat       | Candidat                      | Parti          | Voix         | %            | Voix        | %           |  |
| -------------- | ----------------------------- | -------------- | ------------ | ------------ | ----------- | ----------- |  |
|                | Edmond Duchesne sortant réélu | RI             | 15 336       | 42,46        | 21 821      | 59,97       |  |
|                | André Lenormand               | PCF            | 10 351       | 28,66        | 14 567      | 40,03       |  |
|                | Camille Liegeard              | CNIP           | 7 094        | 19,64        | Retrait     | Retrait     |  |
|                | André Moulin                  | SFIO           | 1 759        | 4,87         |             |             |  |
|                | Jean Mégret                   | MRP            | 1 577        | 4,37         |             |             |  |
|                |                               |                |              |              |             |             |  |
| Inscrits       | Inscrits                      | Inscrits       | 55 599       | 100,00       | 55 590      | 100,00      |  |
| Abstentions    | Abstentions                   | Abstentions    | 18 324       | 32,96        | 17 336      | 31,19       |  |
| Votants        | Votants                       | Votants        | 37 275       | 67,04        | 38 254      | 68,81       |  |
| Blancs et nuls | Blancs et nuls                | Blancs et nuls | 1 158        | 3,11         | 1 866       | 4,88        |  |
| Exprimés       | Exprimés                      | Exprimés       | 36 117       | 96,89        | 36 388      | 95,12       |  |

André Plantain, médecin, maire d'Argences était le suppléant d'Edmond Duchesne.

### Élections de 1967
| Candidat       | Candidat            | Parti          | Premier tour | Premier tour | Second tour | Second tour |  |
| Candidat       | Candidat            | Parti          | Voix         | %            | Voix        | %           |  |
| -------------- | ------------------- | -------------- | ------------ | ------------ | ----------- | ----------- |  |
|                | Michel d'Ornano élu | RI             | 21 271       | 47,13        | 24 355      | 56,33       |  |
|                | André Lenormand     | PCF            | 15 114       | 33,49        | 18 879      | 43,67       |  |
|                | Pierre Fauchon      | CD (PDM)       | 6 148        | 13,62        | Retrait     | Retrait     |  |
|                | Robert Bourdon      | PSU            | 2 603        | 5,77         |             |             |  |
|                |                     |                |              |              |             |             |  |
| Inscrits       | Inscrits            | Inscrits       | 56 815       | 100,00       | 56 815      | 100,00      |  |
| Abstentions    | Abstentions         | Abstentions    | 10 798       | 19,01        | 11 929      | 21          |  |
| Votants        | Votants             | Votants        | 46 017       | 80,99        | 44 886      | 79          |  |
| Blancs et nuls | Blancs et nuls      | Blancs et nuls | 881          | 1,91         | 1 652       | 3,68        |  |
| Exprimés       | Exprimés            | Exprimés       | 45 136       | 98,09        | 43 234      | 96,32       |  |

Jacques Richomme, notaire, maire de Troarn était le suppléant de Michel d'Ornano.

### Élections de 1968
|                | Michel d'Ornano sortant réélu | RI (URP)       | 27 388 | 59,99  |  |  |  |
|                | André Lenormand               | PCF            | 11 777 | 25,8   |  |  |  |
|                | Robert Kalle                  | FGDS (SFIO)    | 2 278  | 4,99   |  |  |  |
|                | Robert Bourdon                | PSU            | 2 276  | 4,99   |  |  |  |
|                | Pierre-Roger Bisson           | Modérés        | 1 936  | 4,24   |  |  |  |
|                |                               |                |        |        |  |  |  |
| Inscrits       | Inscrits                      | Inscrits       | 56 411 | 100,00 |  |  |  |
| Abstentions    | Abstentions                   | Abstentions    | 10 010 | 17,74  |  |  |  |
| Votants        | Votants                       | Votants        | 46 401 | 82,26  |  |  |  |
| Blancs et nuls | Blancs et nuls                | Blancs et nuls | 746    | 1,61   |  |  |  |
| Exprimés       | Exprimés                      | Exprimés       | 45 655 | 98,39  |  |  |  |

Jacques Richomme était le suppléant de Michel d'Ornano.

### Élections de 1973
| Candidat       | Candidat                      | Parti          | Premier tour | Premier tour | Second tour | Second tour |  |
| Candidat       | Candidat                      | Parti          | Voix         | %            | Voix        | %           |  |
| -------------- | ----------------------------- | -------------- | ------------ | ------------ | ----------- | ----------- |  |
|                | Michel d'Ornano sortant réélu | RI (URP)       | 22 412       | 45,94        | 25 094      | 52,29       |  |
|                | André Lenormand               | PCF            | 13 437       | 27,54        | 17 835      | 37,16       |  |
|                | François Demaison             | CD (PDM)       | 6 639        | 13,61        | 5 064       | 10,55       |  |
|                | Joël Picard                   | PS (UGSD)      | 6 299        | 12,91        | Retrait     | Retrait     |  |
|                |                               |                |              |              |             |             |  |
| Inscrits       | Inscrits                      | Inscrits       | 59 754       | 100,00       | 59 755      | 100,00      |  |
| Abstentions    | Abstentions                   | Abstentions    | 10 073       | 16,86        | 11 001      | 18,41       |  |
| Votants        | Votants                       | Votants        | 49 681       | 83,14        | 48 754      | 81,59       |  |
| Blancs et nuls | Blancs et nuls                | Blancs et nuls | 894          | 1,8          | 761         | 1,56        |  |
| Exprimés       | Exprimés                      | Exprimés       | 48 787       | 98,2         | 47 993      | 98,44       |  |

Jacques Richomme était le suppléant de Michel d'Ornano. Il le remplaça du 29 juin 1974 au 2 avril 1978, quand Michel d'Ornano fut nommé membre du gouvernement.

### Élections de 1978
| Candidat       | Candidat                      | Parti          | Premier tour | Premier tour | Second tour | Second tour |  |
| Candidat       | Candidat                      | Parti          | Voix         | %            | Voix        | %           |  |
| -------------- | ----------------------------- | -------------- | ------------ | ------------ | ----------- | ----------- |  |
|                | Michel d'Ornano sortant réélu | UDF (PR)       | 26 157       | 43,92        | 33 978      | 55,57       |  |
|                | Jean Besse                    | PS             | 12 243       | 20,56        | 27 171      | 44,43       |  |
|                | Jean-Louis Fouque             | PCF            | 10 602       | 17,8         | Retrait     | Retrait     |  |
|                | Jacques Porcq                 | RPR            | 5 818        | 9,77         |             |             |  |
|                | Michel Moles                  | MRG            | 2 020        | 3,39         |             |             |  |
|                | Michel Vépierre               | LO             | 1 162        | 1,95         |             |             |  |
|                | Gérard Leroy                  | LCR            | 612          | 1,03         |             |             |  |
|                | Gisèle Caron                  | FN             | 489          | 0,82         |             |             |  |
|                | Gérard Coupey                 | UOPDP          | 449          | 0,75         |             |             |  |
|                |                               |                |              |              |             |             |  |
| Inscrits       | Inscrits                      | Inscrits       | 72 670       | 100,00       | 72 621      | 100,00      |  |
| Abstentions    | Abstentions                   | Abstentions    | 11 852       | 16,31        | 10 369      | 14,28       |  |
| Votants        | Votants                       | Votants        | 60 818       | 83,69        | 62 252      | 85,72       |  |
| Blancs et nuls | Blancs et nuls                | Blancs et nuls | 1 266        | 2,08         | 1 103       | 1,77        |  |
| Exprimés       | Exprimés                      | Exprimés       | 59 552       | 97,92        | 61 149      | 98,23       |  |

Jacques Richomme était le suppléant de Michel d'Ornano. Il le remplaça du 6 mai 1978 au 22 mai 1981, quand Michel d'Ornano fut nommé membre du gouvernement.

### Élections de 1981
| Candidat       | Candidat                      | Parti          | Premier tour | Premier tour | Second tour | Second tour |  |
| Candidat       | Candidat                      | Parti          | Voix         | %            | Voix        | %           |  |
| -------------- | ----------------------------- | -------------- | ------------ | ------------ | ----------- | ----------- |  |
|                | Michel d'Ornano sortant réélu | UDF (PR)       | 27 705       | 49,71        | 31 046      | 51,53       |  |
|                | Jean Besse                    | PS             | 19 828       | 35,57        | 29 207      | 48,47       |  |
|                | Jean-Louis Fouque             | PCF            | 6 120        | 10,98        |             |             |  |
|                | Christian Hodiesne            | MÉP            | 2 084        | 3,74         |             |             |  |
|                |                               |                |              |              |             |             |  |
| Inscrits       | Inscrits                      | Inscrits       | 76 425       | 100,00       | 76 419      | 100,00      |  |
| Abstentions    | Abstentions                   | Abstentions    | 20 114       | 26,32        | 15 416      | 20,17       |  |
| Votants        | Votants                       | Votants        | 56 311       | 73,68        | 61 003      | 79,83       |  |
| Blancs et nuls | Blancs et nuls                | Blancs et nuls | 574          | 1,02         | 750         | 1,23        |  |
| Exprimés       | Exprimés                      | Exprimés       | 55 737       | 98,98        | 60 253      | 98,77       |  |

Jacques Richomme était le suppléant de Michel d'Ornano.

### Élections de 1988
| Candidat       | Candidat                     | Parti                      | Premier tour | Premier tour | Second tour | Second tour |  |
| Candidat       | Candidat                     | Parti                      | Voix         | %            | Voix        | %           |  |
| -------------- | ---------------------------- | -------------------------- | ------------ | ------------ | ----------- | ----------- |  |
|                | André Fanton sortant         | RPR (URC)                  | 18 454       | 42,13        | 23 687      | 48,48       |  |
|                | Yvette Roudy sortante réélue | PS                         | 17 430       | 39,79        | 25 171      | 51,52       |  |
|                | Jean-Claude Marie            | PCF                        | 3 738        | 8,53         |             |             |  |
|                | Émile Barais                 | FN                         | 3 140        | 7,17         |             |             |  |
|                | Jean-Pierre Forcioli         | Divers gauche (Maj. prés.) | 1 043        | 2,38         |             |             |  |
|                |                              |                            |              |              |             |             |  |
| Inscrits       | Inscrits                     | Inscrits                   | 68 189       | 100,00       | 68 183      | 100,00      |  |
| Abstentions    | Abstentions                  | Abstentions                | 23 242       | 34,08        | 18 215      | 26,71       |  |
| Votants        | Votants                      | Votants                    | 44 947       | 65,92        | 49 968      | 73,29       |  |
| Blancs et nuls | Blancs et nuls               | Blancs et nuls             | 1 142        | 2,54         | 1 110       | 2,22        |  |
| Exprimés       | Exprimés                     | Exprimés                   | 43 805       | 97,46        | 48 858      | 97,78       |  |

Philippe Vacher, assistant parlementaire, conseiller municipal de Lisieux était le suppléant d'Yvette Roudy.

### Élections de 1993
| Candidat       | Candidat               | Parti             | Premier tour | Premier tour | Second tour | Second tour |  |
| Candidat       | Candidat               | Parti             | Voix         | %            | Voix        | %           |  |
| -------------- | ---------------------- | ----------------- | ------------ | ------------ | ----------- | ----------- |  |
|                | André Fanton élu       | RPR (UPF)         | 16 257       | 36,57        | 26 089      | 57,21       |  |
|                | Yvette Roudy sortante  | PS (ADFP)         | 10 269       | 23,1         | 19 511      | 42,79       |  |
|                | Michelle Hamon         | FN                | 4 873        | 10,96        |             |             |  |
|                | Jean-Philippe Jonquard | Divers droite     | 4 639        | 10,44        |             |             |  |
|                | Jean-Jacques Broudic   | PCF               | 2 911        | 6,55         |             |             |  |
|                | Éric Boisnard          | GÉ (EÉ)           | 2 298        | 5,17         |             |             |  |
|                | Alain Angelini         | Divers écologiste | 1 451        | 3,26         |             |             |  |
|                | Aladino Vallar         | Divers écologiste | 706          | 1,59         |             |             |  |
|                | Gérard Cauche          | CNIP              | 529          | 1,19         |             |             |  |
|                | Pierre Blottière       | LT-LNÉ            | 518          | 1,17         |             |             |  |
|                |                        |                   |              |              |             |             |  |
| Inscrits       | Inscrits               | Inscrits          | 69 311       | 100,00       | 69 035      | 100,00      |  |
| Abstentions    | Abstentions            | Abstentions       | 21 827       | 31,49        | 20 090      | 29,1        |  |
| Votants        | Votants                | Votants           | 47 484       | 68,51        | 48 945      | 70,9        |  |
| Blancs et nuls | Blancs et nuls         | Blancs et nuls    | 3 033        | 6,39         | 3 345       | 6,83        |  |
| Exprimés       | Exprimés               | Exprimés          | 44 451       | 93,61        | 45 600      | 93,17       |  |

Alain Catel, agriculteur, maire de Tréprel était le suppléant d'André Fanton.

### Élections de 1997
| Candidat       | Candidat               | Parti          | Premier tour | Premier tour | Second tour | Second tour |  |
| Candidat       | Candidat               | Parti          | Voix         | %            | Voix        | %           |  |
| -------------- | ---------------------- | -------------- | ------------ | ------------ | ----------- | ----------- |  |
|                | Yvette Roudy élue      | PS             | 14 857       | 32,87        | 26 790      | 55,26       |  |
|                | André Fanton sortant   | RPR            | 12 709       | 28,12        | 21 687      | 44,74       |  |
|                | Michelle Hamon         | FN             | 5 719        | 12,65        |             |             |  |
|                | Jacqueline Le Corre    | PCF            | 3 345        | 7,4          |             |             |  |
|                | Jean-Philippe Jonquard | Divers droite  | 2 573        | 5,69         |             |             |  |
|                | Jérôme de Leusse       | LDI (CNIP)     | 1 488        | 3,29         |             |             |  |
|                | Éric Boisnard          | Les Verts      | 1 452        | 3,21         |             |             |  |
|                | Samuel Lemaréchal      | GÉ             | 1 382        | 3,06         |             |             |  |
|                | Étienne Brasselet      | MDC            | 1 114        | 2,46         |             |             |  |
|                | Alain Angelini         | MÉI            | 554          | 1,23         |             |             |  |
|                |                        |                |              |              |             |             |  |
| Inscrits       | Inscrits               | Inscrits       | 68 942       | 100,00       | 68 939      | 100,00      |  |
| Abstentions    | Abstentions            | Abstentions    | 21 264       | 30,84        | 17 740      | 25,73       |  |
| Votants        | Votants                | Votants        | 47 678       | 69,16        | 51 199      | 74,27       |  |
| Blancs et nuls | Blancs et nuls         | Blancs et nuls | 2 485        | 5,21         | 2 722       | 5,32        |  |
| Exprimés       | Exprimés               | Exprimés       | 45 193       | 94,79        | 48 477      | 94,68       |  |

Le suppléant d'Yvette Roudy était Jean-Jacques Lacoste, directeur d'école, conseiller général du canton de Bretteville-sur-Laize, maire de Bretteville-sur-Laize.

### Élections de 2002
| Candidat       | Candidat             | Parti             | Premier tour | Premier tour | Second tour | Second tour |  |
| Candidat       | Candidat             | Parti             | Voix         | %            | Voix        | %           |  |
| -------------- | -------------------- | ----------------- | ------------ | ------------ | ----------- | ----------- |  |
|                | Clotilde Valter      | PS                | 11 368       | 25,95        | 18 406      | 43,79       |  |
|                | Claude Leteurtre élu | UDF               | 8 243        | 18,82        | 23 627      | 56,21       |  |
|                | Éric Lehéricy        | diss. UDF         | 6 761        | 15,44        |             |             |  |
|                | André Fanton         | UMP               | 6 089        | 13,9         |             |             |  |
|                | Marcelle Bazil       | FN                | 4 242        | 9,69         |             |             |  |
|                | Jean-Michel Leboeuf  | CPNT              | 1 813        | 4,14         |             |             |  |
|                | Jacqueline Le Corre  | PCF               | 911          | 2,08         |             |             |  |
|                | Marie-Claude Herboux | Extrême gauche    | 892          | 2,04         |             |             |  |
|                | Sylvie Million       | LO                | 801          | 1,83         |             |             |  |
|                | Maud Poncelet        | Divers écologiste | 556          | 1,27         |             |             |  |
|                | Gérard de Lesquen    | MNR               | 502          | 1,15         |             |             |  |
|                | Alain Angelini       | MÉI               | 467          | 1,07         |             |             |  |
|                | Paul Mercier         | MPF               | 421          | 0,96         |             |             |  |
|                | Rodolphe Jaulin      | Divers            | 218          | 0,5          |             |             |  |
|                | Christian Charron    | Divers            | 211          | 0,48         |             |             |  |
|                | Fanny Anne           | LN                | 151          | 0,34         |             |             |  |
|                | Jean Crocq           | IR                | 131          | 0,3          |             |             |  |
|                | Dominique Legallois  | Divers            | 22           | 0,05         |             |             |  |
|                |                      |                   |              |              |             |             |  |
| Inscrits       | Inscrits             | Inscrits          | 71 637       | 100,00       | 71 620      | 100,00      |  |
| Abstentions    | Abstentions          | Abstentions       | 26 790       | 37,4         | 27 994      | 39,09       |  |
| Votants        | Votants              | Votants           | 44 847       | 62,6         | 43 626      | 60,91       |  |
| Blancs et nuls | Blancs et nuls       | Blancs et nuls    | 1 048        | 2,34         | 1 593       | 3,65        |  |
| Exprimés       | Exprimés             | Exprimés          | 43 799       | 97,66        | 42 033      | 96,35       |  |

La suppléante de Claude Leteurtre était Anne-Marie Seguin, maire adjoint de Lisieux.

### Élections de 2007
| Candidat       | Candidat                       | Parti               | Premier tour | Premier tour | Second tour | Second tour |  |
| Candidat       | Candidat                       | Parti               | Voix         | %            | Voix        | %           |  |
| -------------- | ------------------------------ | ------------------- | ------------ | ------------ | ----------- | ----------- |  |
|                | Claude Leteurtre sortant réélu | NC                  | 13 171       | 29,94        | 22 633      | 52,84       |  |
|                | Clotilde Valter                | PS                  | 12 411       | 28,21        | 20 197      | 47,16       |  |
|                | Éric Lehéricy                  | Divers droite       | 9 767        | 22,2         | Retrait     | Retrait     |  |
|                | Marcelle Bazil                 | FN                  | 1 456        | 3,31         |             |             |  |
|                | Brigitte Jacob                 | LCR                 | 1 211        | 2,75         |             |             |  |
|                | Flavie Pasquet                 | CPNT                | 1 145        | 2,6          |             |             |  |
|                | Laurence Morand                | Les Verts           | 1 092        | 2,48         |             |             |  |
|                | Serge Loiseau                  | PCF                 | 855          | 1,94         |             |             |  |
|                | Paul Mercier                   | MPF                 | 601          | 1,37         |             |             |  |
|                | Thi Mai Tram Tran              | LO                  | 528          | 1,2          |             |             |  |
|                | Marie-Claude Herboux           | Extrême gauche (GA) | 517          | 1,18         |             |             |  |
|                | Alain Angelini                 | MÉI                 | 450          | 1,02         |             |             |  |
|                | Jacques Bessin                 | Divers              | 353          | 0,8          |             |             |  |
|                | Yves Duprés                    | MNR                 | 261          | 0,59         |             |             |  |
|                | Patrick Bunel                  | CNIP                | 171          | 0,39         |             |             |  |
|                |                                |                     |              |              |             |             |  |
| Inscrits       | Inscrits                       | Inscrits            | 74 344       | 100,00       | 74 344      | 100,00      |  |
| Abstentions    | Abstentions                    | Abstentions         | 29 379       | 39,52        | 30 098      | 40,48       |  |
| Votants        | Votants                        | Votants             | 44 965       | 60,48        | 44 246      | 59,52       |  |
| Blancs et nuls | Blancs et nuls                 | Blancs et nuls      | 976          | 2,17         | 1 416       | 3,2         |  |
| Exprimés       | Exprimés                       | Exprimés            | 43 989       | 97,83        | 42 830      | 96,8        |  |

Le suppléant de Claude Leteurtre était Sébastien Leclerc, chef d'entreprises, de Livarot.

### Élections de 2012
| Candidat       | Candidat                 | Parti           | Premier tour | Premier tour | Second tour | Second tour |  |
| Candidat       | Candidat                 | Parti           | Voix         | %            | Voix        | %           |  |
| -------------- | ------------------------ | --------------- | ------------ | ------------ | ----------- | ----------- |  |
|                | Clotilde Valter élue     | PS              | 17 354       | 38,52        | 23 010      | 51,20       |  |
|                | Claude Leteurtre sortant | NC (UMP, MoDem) | 15 656       | 34,75        | 21 934      | 48,80       |  |
|                | Sandrine Linares         | RBM (FN)        | 6 702        | 14,88        |             |             |  |
|                | Serge Loiseau            | FG (PCF) (PG)   | 2 039        | 4,53         |             |             |  |
|                | Sabine Michaux           | EÉLV            | 1 539        | 3,42         |             |             |  |
|                | Christine Annoot         | DLR             | 1 063        | 2,36         |             |             |  |
|                | Michel Langevin          | LO              | 422          | 0,94         |             |             |  |
|                | Christophe Mussle        | NPA             | 272          | 0,60         |             |             |  |
|                |                          |                 |              |              |             |             |  |
| Inscrits       | Inscrits                 | Inscrits        | 78 477       | 100,00       | 78 453      | 100,00      |  |
| Abstentions    | Abstentions              | Abstentions     | 32 633       | 41,58        | 31 994      | 40,78       |  |
| Votants        | Votants                  | Votants         | 45 844       | 58,42        | 46 459      | 59,22       |  |
| Blancs et nuls | Blancs et nuls           | Blancs et nuls  | 797          | 1,74         | 1 515       | 3,26        |  |
| Exprimés       | Exprimés                 | Exprimés        | 45 047       | 98,26        | 44 944      | 96,74       |  |

Le suppléant de Clotilde Valter était Guy Bailliart, professeur d'Anglais, conseiller général du canton de Falaise-Nord, maire de Cordey. Guy Bailliart remplaça Clotilde Valter, nommée membre du gouvernement, du 18 juillet 2015 au 17 juin 2017.

### Élections de 2017
|                                                                           |                                                                           |                           |                           |                          |                          |
|                                                                           |                                                                           | Premier tour 11 juin 2017 | Premier tour 11 juin 2017 | Second tour 18 juin 2017 | Second tour 18 juin 2017 |
|                                                                           |                                                                           |                           |                           |                          |                          |
|                                                                           |                                                                           | Nombre                    | % des inscrits            | Nombre                   | % des inscrits           |
| Inscrits                                                                  | Inscrits                                                                  | 78 928                    | 100,00                    | 78 925                   | 100,00                   |
| Abstentions                                                               | Abstentions                                                               | 38 935                    | 49,33                     | 45 021                   | 57,04                    |
| Votants                                                                   | Votants                                                                   | 39 993                    | 50,67                     | 33 904                   | 42,96                    |
|                                                                           |                                                                           |                           | % des votants             |                          | % des votants            |
| Bulletins blancs                                                          | Bulletins blancs                                                          | 636                       | 1,59                      | 2 849                    | 8,40                     |
| Bulletins nuls                                                            | Bulletins nuls                                                            | 292                       | 0,73                      | 1 488                    | 4,39                     |
| Suffrages exprimés                                                        | Suffrages exprimés                                                        | 39 065                    | 97,68                     | 29 567                   | 87,21                    |
|                                                                           |                                                                           |                           |                           |                          |                          |
| Candidat Étiquette politique (partis et alliances)                        | Candidat Étiquette politique (partis et alliances)                        | Voix                      | % des exprimés            | Voix                     | % des exprimés           |
|                                                                           |                                                                           |                           |                           |                          |                          |
|                                                                           | Florence Lehéricy Mouvement démocrate (La République en marche)           | 11 602                    | 29,70                     | 14 393                   | 48,68                    |
|                                                                           | Sébastien Leclerc Les Républicains (Union des démocrates et indépendants) | 8 123                     | 20,79                     | 15 174                   | 51,32                    |
|                                                                           | Christelle Lechevalier-Létard Front national                              | 6 702                     | 17,16                     |                          |                          |
|                                                                           | Clotilde Valter Parti socialiste                                          | 6 251                     | 16,00                     |                          |                          |
|                                                                           | Didier Canu La France insoumise                                           | 3 370                     | 8,63                      |                          |                          |
|                                                                           | Jacques Bessin Écologiste (Mouvement 100 %)                               | 794                       | 2,03                      |                          |                          |
|                                                                           | Serge Loiseau Parti communiste français                                   | 676                       | 1,73                      |                          |                          |
|                                                                           | Steven Mafiodo Debout la France                                           | 621                       | 1,59                      |                          |                          |
|                                                                           | Michel Langevin Lutte ouvrière                                            | 490                       | 1,25                      |                          |                          |
|                                                                           | Karine Seguin Divers (Union populaire républicaine)                       | 269                       | 0,69                      |                          |                          |
|                                                                           | Angelo Lecoq Divers gauche (Parti de la démondialisation)                 | 88                        | 0,23                      |                          |                          |
|                                                                           | Henri Nourry Divers gauche                                                | 62                        | 0,16                      |                          |                          |
|                                                                           | Wilfried Van Oost Divers gauche (Mouvement des progressistes)             | 17                        | 0,04                      |                          |                          |
| Source : Ministère de l'Intérieur - Troisième circonscription du Calvados |                                                                           |                           |                           |                          |                          |

La suppléante de Sébastien Leclerc était Nathalie Porte, cadreur-monteur en vidéo, de Lisieux. Nathalie Porte remplaça Sébastien Leclerc, élu maire de Lisieux du 28 juillet 2020 au 21 juin 2022.

### Élections de 2022
Les élections législatives françaises de 2022 se déroulent les dimanches 12 et 19 juin 2022.
| Résultats des élections législatives des 12 et 19 juin 2022 de la 3e circonscription du Calvados |                          |                          |                          |              |              |             |             |
| Candidat                                                                                         | Candidat                 | Parti et coalition       | Nuance                   | Premier tour | Premier tour | Second tour | Second tour |
| Candidat                                                                                         | Candidat                 | Parti et coalition       | Nuance                   | Voix         | %            | Voix        | %           |
|                                                                                                  | Martine Vilmet           | RN                       | RN                       | 9 229        | 24,25        | 16 120      | 46,50       |
|                                                                                                  | Jérémie Patrier-Leitus   | HOR (ENS)                | ENS                      | 8 531        | 22,42        | 18 545      | 53,50       |
|                                                                                                  | Nathalie Porte           | LR (UDC)                 | LR                       | 8 311        | 21,84        |             |             |
|                                                                                                  | Didier Canu              | LFI (NUPES)              | NUP                      | 8 160        | 21,44        |             |             |
|                                                                                                  | Édouard Fauvage          | REC                      | REC                      | 1 335        | 3,56         |             |             |
|                                                                                                  | Michel Langevin          | LO                       | DXG                      | 706          | 1,86         |             |             |
|                                                                                                  | Steven Mafiodo           | DLF (UPF)                | DSV                      | 636          | 1,67         |             |             |
|                                                                                                  | Johann Guzman Vélez      | PA                       | ECO                      | 616          | 1,62         |             |             |
|                                                                                                  | Élisabeth Leconte        | POID                     | DXG                      | 505          | 1,33         |             |             |
|                                                                                                  | Sylvie Sénécal           | LRDG (FGR)               | DVG                      | 2            | 0,01         |             |             |
| Votes valides                                                                                    | Votes valides            | Votes valides            | Votes valides            | 38 051       | 97,67        | 34 665      | 91,26       |
| Votes blancs                                                                                     | Votes blancs             | Votes blancs             | Votes blancs             | 603          | 1,55         | 2 450       | 6,45        |
| Votes nuls                                                                                       | Votes nuls               | Votes nuls               | Votes nuls               | 303          | 0,78         | 871         | 2,29        |
| Total                                                                                            | Total                    | Total                    | Total                    | 38 957       | 100          | 37 986      | 100         |
| Abstention                                                                                       | Abstention               | Abstention               | Abstention               | 40 819       | 51,17        | 41 796      | 52,39       |
| Inscrits / participation                                                                         | Inscrits / participation | Inscrits / participation | Inscrits / participation | 79 776       | 48,83        | 79 782      | 47,61       |

La suppléante de Jérémie Patrier-Leitus était Sandrine Romagné, ancienne commerçante, maire SE de Grainville-Langannerie.

### Élections de 2024
| Candidat                 | Candidat                 | Parti et coalition       | Nuances                  | Premier tour | Premier tour | Second tour | Second tour |
| Candidat                 | Candidat                 | Parti et coalition       | Nuances                  | Voix         | %            | Voix        | %           |
| ------------------------ | ------------------------ | ------------------------ | ------------------------ | ------------ | ------------ | ----------- | ----------- |
|                          | Édouard Fauvage          | RN - LR                  | RN                       | 21 575       | 41,09        | 23 562      | 45,22       |
|                          | Jérémie Patrier-Leitus   | HOR (ENS)                | ENS                      | 19 144       | 36,46        | 28 545      | 54,78       |
|                          | Olivier Truffaut         | PS (NFP)                 | UG                       | 9 959        | 18,97        |             |             |
|                          | Steven Mafiodo           | DLF                      | DSV                      | 1 080        | 2,06         |             |             |
|                          | Michel Langevin          | LO                       | EXG                      | 737          | 1,39         |             |             |
|                          | Thierry-Paul Valette     | EE                       | DIV                      | 12           | 0,02         |             |             |
|                          |                          |                          |                          |              |              |             |             |
| Votes valides            | Votes valides            | Votes valides            | Votes valides            | 52 502       | 97,40        |             |             |
| Votes blancs             | Votes blancs             | Votes blancs             | Votes blancs             | 939          | 1,74         |             |             |
| Votes nuls               | Votes nuls               | Votes nuls               | Votes nuls               | 462          | 0,86         |             |             |
| Total                    | Total                    | Total                    | Total                    | 53 903       | 100          | 52 107      | 100         |
| Abstention               | Abstention               | Abstention               | Abstention               | 26 062       | 32,59        | 25 766      | 32,22       |
| Inscrits / participation | Inscrits / participation | Inscrits / participation | Inscrits / participation | 79 965       | 67,41        | 79 972      | 67,78       |

La suppléante de Jérémie Patrier-Leitus est Sandrine Romagné.